# 下直肌
下直肌（Inferior rectus muscle）是眼窩裡的肌肉。就大多數眼窩的肌肉而言，它也是受動眼神經(第三對腦神經)所支配。它的功能是幫助眼球做出下轉、內收及外旋的動作。當瞳孔完全外展時下直肌是唯一能夠使瞳孔下轉的肌肉。

## 圖片

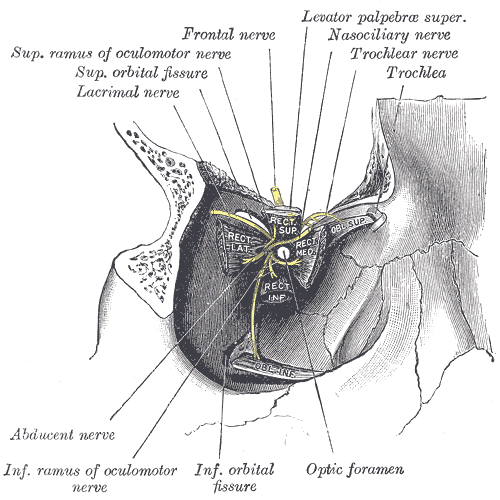
顯示於右眼外肌起源處的解剖圖(神經於眶上裂旁邊處進入)
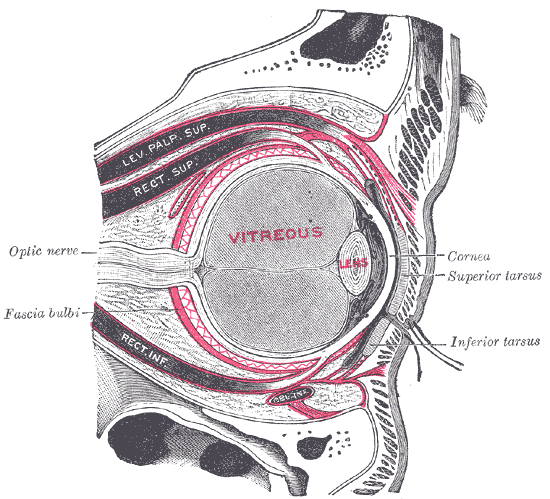
右眼的矢狀切面圖(顯示著眼球筋膜，半圖示)
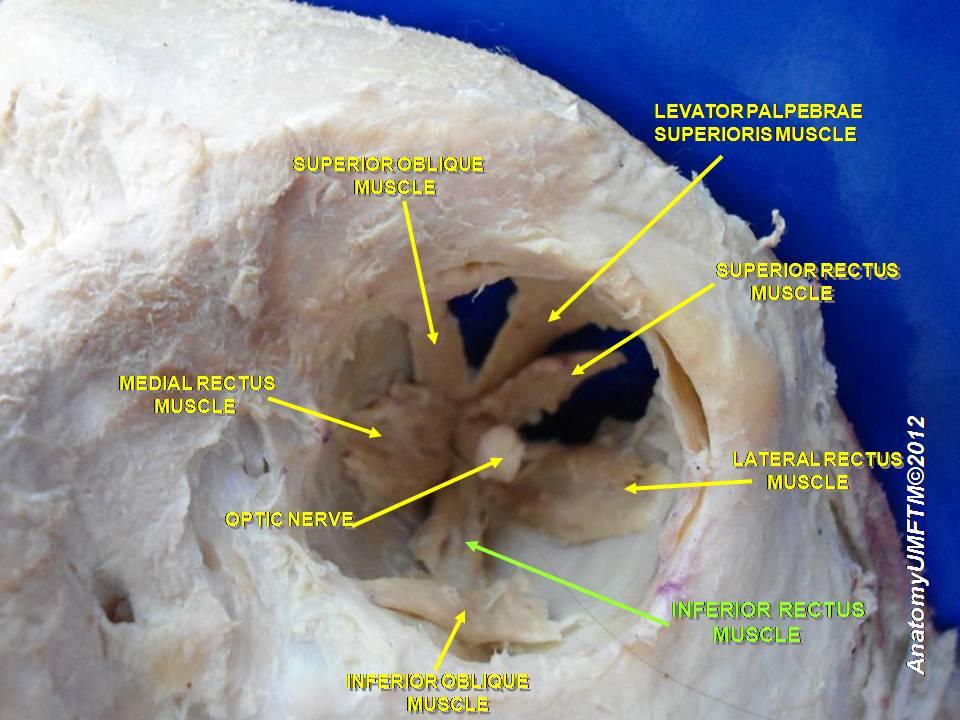
下直肌
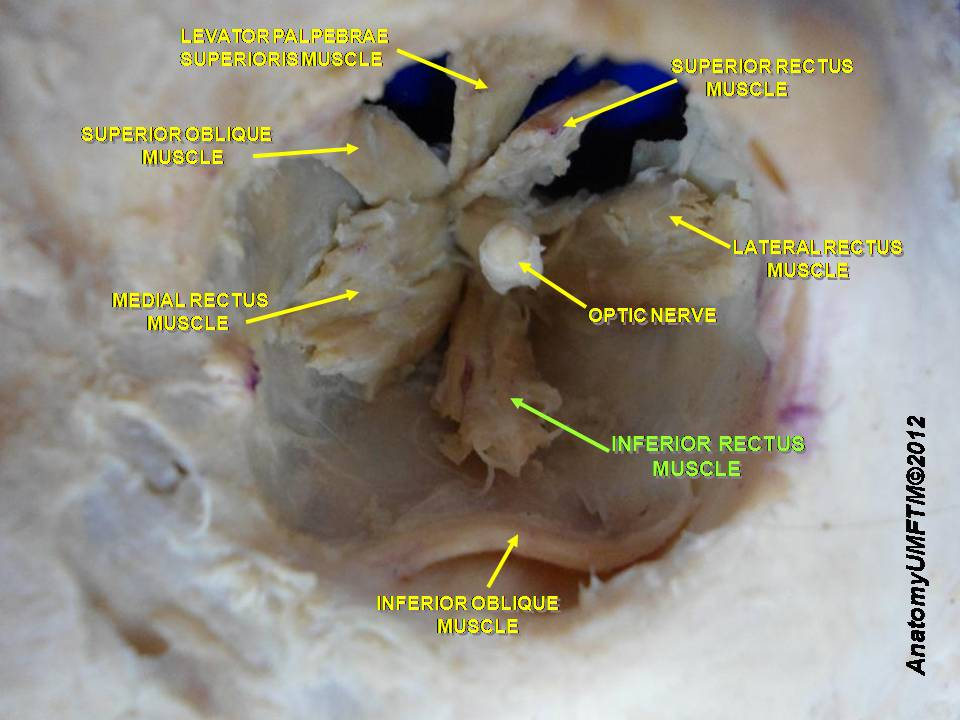
下直肌
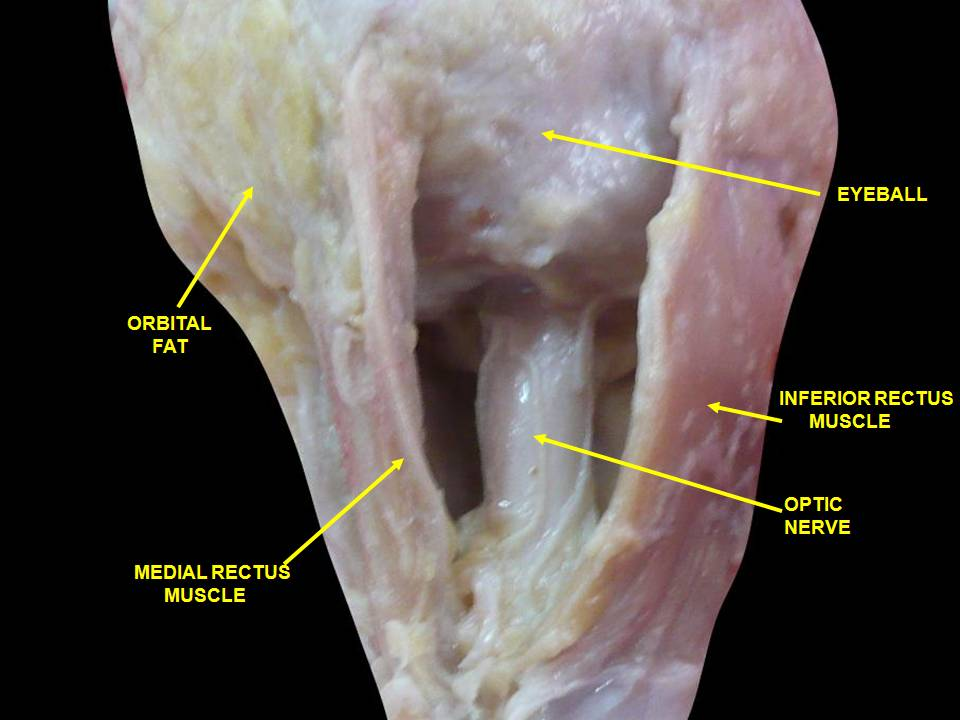
眼外肌。眼窩的神經(深層解剖圖)
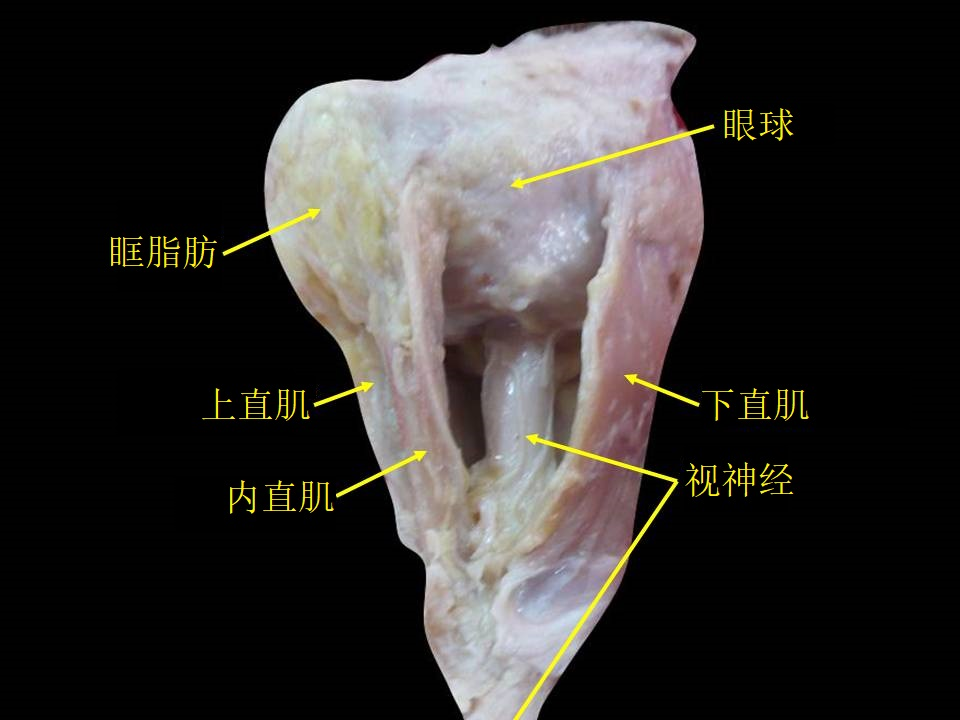
眼外肌。眼窩的神經(深層解剖圖)
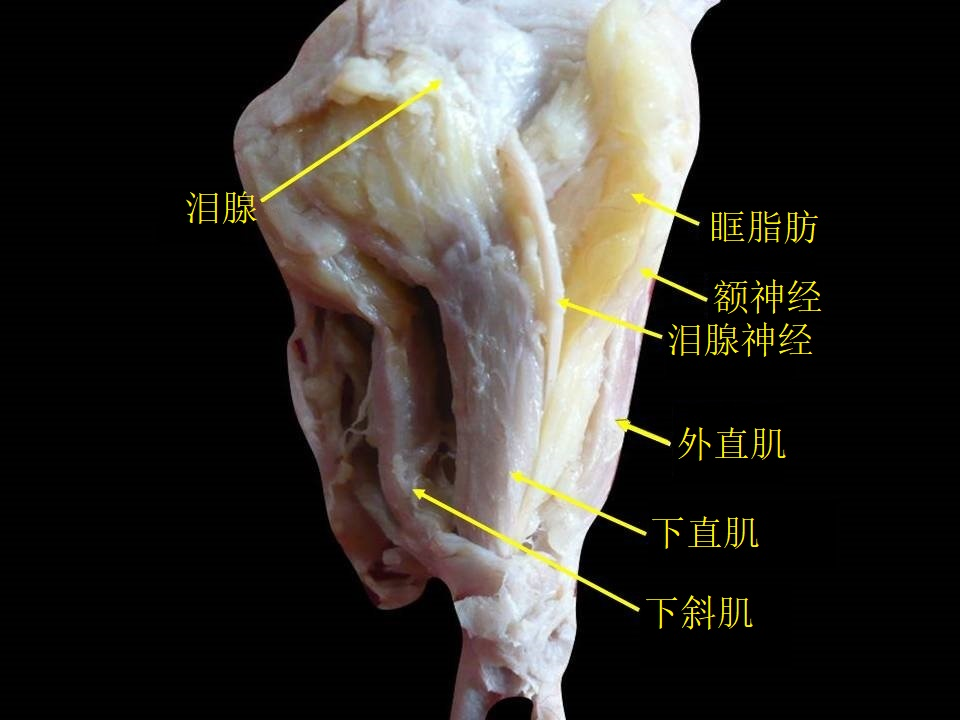
眼外肌。眼窩的神經(深層解剖圖)
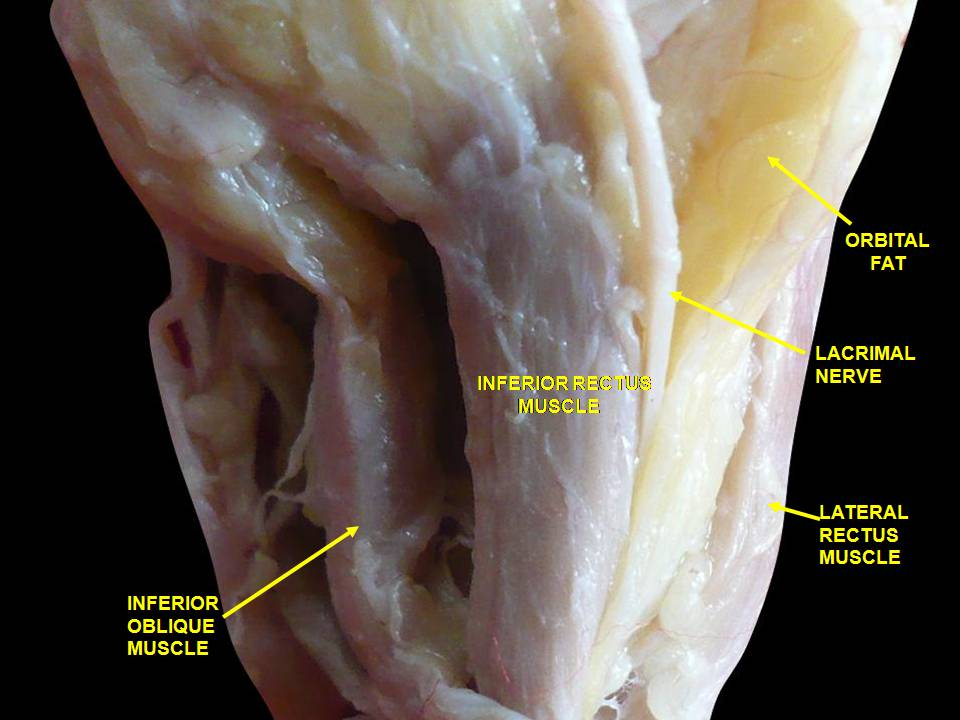
眼外肌。眼窩的神經(深層解剖圖)

## 外部連結
- Anatomy figure: 29:01-07 at Human Anatomy Online, SUNY Downstate Medical Center
- （英文）lesson3 在韦斯利诺曼的解剖课上（乔治城大学） (orbit5)
- Diagram at mun.ca